# 浯江溪
浯江溪是一條位於中華民國福建省金門縣金城鎮的河流，幹流長約7.5公里，是一條三級河流，同時為金門縣第一長之河流，有「金門的母親河」之稱。
浯江溪有三條主要支流，分別是董林溪、東洲溪及後垵溪，根據《金城鎮志》對「浯江溪」的描述，董林溪源自雙乳山，東洲溪由於地理環的變遷源頭何在已難確定，後垵溪源於東沙村後的東沙山之北麓。其中舊浯洲八景“洗馬湖光”位在後垵溪，而“董嶼安流”位於浯江溪出海口濕地。董嶼即為建功嶼。

## 近況
近年來，浯江溪流量減少，河道淤積，且支流多整治作為水溝使用，而主河道也覆蓋於北堤停車場下，造成民眾接觸度減少，也因為欠缺管理造成環境汙染等問題。如今具有觀光價值的河段僅剩出海口的溼地及旁邊的莒光湖，整體長度不足500公尺。